# Глушца (Фоча-Устиколина)
Глушца је насељено мјесто у општини Фоча, Федерација Босне и Херцеговине, Босна и Херцеговина.

## Становништво
|         | 2013.      | 1991.        | 1981.        | 1971.        |
| Укупно  | 0 (0,000%) | 34 (100,0%)  | 73 (100,0%)  | 142 (100,0%) |
| Бошњаци | –          | 24 (70,59%)1 | 47 (64,38%)1 | 49 (34,51%)1 |
| Срби    | –          | 10 (29,41%)  | 26 (35,62%)  | 93 (65,49%)  |

1. 1 На пописима од 1971. до 1991. Бошњаци су пописивани углавном као Муслимани.